# Župnija Javor
Župnija Javor je rimskokatoliška teritorialna župnija dekanije Ljubljana - Moste nadškofije Ljubljana.
Duhovnijo so ustanovili leta 1787, župnijo pa leta 1875. Župnijska cerkev je cerkev sv. Ane v Javorju; staro župnijsko cerkev, sedaj pokopališko kapelo sv. Martina, se omenja že leta 1303. Župnijo od leta 2011 upravljajo bratje minoriti iz Župnije Sv. Petra iz Ljubljane.
V župniji Javor so postavljene Farne spominske plošče, na katerih so imena vaščanov iz Besnice in Javorja, ki so padli na protikomunistični strani v letih 1942-1945. Skupno je na ploščah 24 imen.

## Matične knjige
Arhiv Nadškofije Ljubljana hrani naslednje matične knjige župnije Javor:
- Krstne knjige: 1787-1868, 1835-1871 dvojnik, 1869-1909
- Poročne knjige: 1816-1874, 1835-1867 dvojnik
- Mrliške knjige: 1787-1892, 1893-1909